# Thrypticus fennicus
Thrypticus fennicus är en tvåvingeart som beskrevs av Becker 1917. Thrypticus fennicus ingår i släktet Thrypticus och familjen styltflugor. Inga underarter finns listade i Catalogue of Life.